# سیارک ۳۶۸
سیارک ۳۶۸ (به انگلیسی: 368 Haidea، نامگذاری:1893AB) سیصد و شصت و هشتمین سیارک کشف شده‌است که در ۱۹ مه ۱۸۹۳ و در نیس کشف شد.
قدر مطلق سیارک برابر ۹٫۹۳ است.